# メルトサンドイッチ
メルトサンドイッチとは、パン、チーズ、肉や野菜などの具を挟んだホットサンドイッチの一種。チーズが溶けるほどまでサンドイッチを加熱するのが特徴である。オープンサンドイッチまたはクローズドサンドイッチのどちらとしてでも提供される。
一般的な具の1つはツナマヨを挟んだツナメルトである。他に人気のある具材は、ハム、ローストビーフ、鶏肉、七面鳥肉などがある。ハンバーガーパティを挟んだものはパティメルトとして知られている。パティメルトは伝統的なアメリカの主食で、食堂では早くも1940年代にはメニューに登場していた。
グリルドチーズにチーズ以外の具を加えた変種がメルトサンドイッチであるとも言える。